# Epideira multiseriata
Epideira multiseriata é uma espécie de gastrópode do gênero Epideira, pertencente à família Horaiclavidae.